# 傑亞邁氏鮡
傑亞邁氏鮡，為輻鰭魚綱鯰形目鮡科的其中一種，為亞熱帶淡水魚類，被IUCN列為易危保育類動物，分布於亞洲印度淡水流域，棲息在底層水域，生活習性不明。